# Kristjan (ime)
Kristjan je moško osebno ime.

## Izvor imena
Ime Kristjan z različicama Kristian, Kristijan izhaja iz latinskega imena Christianus. To pa povezujejo z grško besedo χριστιαος (hristiános) v pomenu »kristjan«.

## Različice imena
- moške različice imena: Kris, Krist, Kristan, Kristel, Kristi, Kristian, Kristofer, Kristofor, Kristomir, Kristin, Kristl, Kristofor, Krištof, Krsta, Krstan, Krste, Krsto, Krstivoj, Krstomir, Risto, Kiki
- ženske različice imena: Kristijana, Kristina, Kristjana

## Tujejezične različice imena
- pri Angležih: Christian
- pri Čehih: Kristián
- pri Fincih: Kristian
- pri Madžarih: Krisztián
- pri Nizozemcih: Christiaan
- pri Poljakih: Krystian

## Pogostost imena
Po podatkih Statističnega urada Republike Slovenije je bilo na dan 31. decembra 2007 v Sloveniji število moških oseb z imenom Kristjan: 1.950. Med vsemi moškimi imeni pa je ime Kristjan po pogostosti uporabe uvrščeno na 113. mesto.

## Osebni praznik
V koledarju je ime Kristjan zapisano 21. marca (Kristjan, nemški opat, † 21. mar. okoli leta 1002), in 12. novembra (Kistijan, poljski mučenec, † 12. nov. 1103).

## Zanimivosti
- Kristjan je bilo ime več danskih kreljev.
- Po Kristjanih se imenuje tudi več mest: Kristianstad na južnem Švedskem, Kristiansand na južnem Norveškem in Kristiania, ki je bilo v letih 1624 - 1924 ime za glavno mesto Norveške, sedaj Oslo.
- Po mestu Kristianii je nastal izraz za kristijánijo »smučarski lik za spremembo smeri ali zmanjšanje hitrosti«.